# Wide Awake (Katy Perry)
Wide Awake è un singolo della cantautrice statunitense Katy Perry, pubblicato il 7 maggio 2012 come secondo estratto dalla ristampa del terzo album in studio Teenage Dream: The Complete Confection.
Il brano, scritto da Katy Perry, Bonnie McKee, Dr. Luke, Max Martin e Cirkut e prodotto da Max Martin e Cirkut, è stato scelto come singolo promozionale per il film della Perry Katy Perry: Part of Me, uscito a luglio 2012.
Il brano è una ballata che contiene elementi elettropop e dance pop; il testo parla del ritorno necessario alla cruda realtà dopo essere stati al "settimo cielo" per troppo tempo, e la crescita che si sperimenta venendo a patti con i problemi della vita. Wide Awake è stata accolta positivamente dalla critica; molti hanno apprezzato la maturità mostrata dalla Perry. Il singolo ha raggiunto la seconda posizione della classifica statunitense, diventando l'ottavo fra quelli estratti da Teenage Dream a raggiungere la top three. È inoltre entrato in top ten in Australia, Canada, Irlanda, Nuova Zelanda e Regno Unito.
Il videoclip del brano, regia di Tony T. Datis, venne pubblicato il 18 giugno 2012. Inoltre, il 12 giugno 2012 venne pubblicato il trailer ufficiale a opera di Lance Drake. La trama è basata su una favola, in cui una ragazzina legge un libro che include tutti i precedenti singoli di Teenage Dream, ognuno dei quali è un capitolo del libro; ci sono inoltre elementi di Wide Awake, l'ottavo e ultimo singolo, e quindi il capitolo conclusivo. Katy Perry ha cantato Wide Awake ai MuchMusic Video Award e ai Billboard Music Award. La canzone è nominata ai Grammy Award del 2013 nella categoria Best Pop Solo Performance. Il brano ha venduto 6.5 milioni di copie a livello mondiale.

## Produzione
In seguito alla conferma dell'uscita della ristampa di Teenage Dream, Katy Perry ha affermato che sarebbero state incluse nell'album due canzoni inedite: Part of Me e Dressin' Up, che erano state registrate nel 2010 per l'edizione standard del disco, per poi essere scartate prima della sua uscita. La Perry ha inoltre deciso di registrare un terzo pezzo, Wide Awake, subito dopo la decisione dei suoi discografici di ristampare Teenage Dream. La cantante ha affermato di aver scritto la canzone in due giorni e di aver inviato il testo alla Capitol Records. Il brano è stato scelto come singolo promozionale per il film Katy Perry: Part of Me e, secondo quanto detto dalla stessa Perry, era stato scritto in modo tale che rispecchiasse la sua vita. La produzione di Wide Awake è durata quattro giorni, due dei quali sono serviti per la stesura del testo e della musica, mentre i rimanenti sono stati trascorsi nello studio di registrazione. Bonnie McKee, coautrice del pezzo, ha affermato che con esso i fan si sarebbero dovuti aspettare un distacco da parte di Katy Perry dal suo tipico stile musicale. Ha inoltre evidenziato che i cambiamenti avvenuti nella vita della cantante in quei mesi avevano influenzato ampiamente il testo.
La copertina di Wide Awake è stata pubblicata il 22 maggio 2012 sull'account Twitter di Katy Perry. Su di essa è mostrato un primo piano della cantante con i capelli viola decorati da farfalle e delle scritte multicolore; lo sfondo dell'immagine è verde. Robbie Daw, autore per il sito Idolator, ha descritto la Perry come "un fiorellino che sta tornando verso la natura", soffermandosi tuttavia sull'innaturale colore di capelli dell'artista. Un critico del sito Popjustice non ha apprezzato l'immagine e ha commentato: "A proseguire la serie di orrende copertine del periodo di Teenage Dream: The Complete Confection c'è la mostruosità di Wide Awake, piena zeppa di scritte, che Katy ha twittato poco fa. Passate solo un momento a guardarla. Sembra di certo completamente sveglia, supponiamo."

## Composizione
Wide Awake è una ballata midtempo di musica elettronica e dance pop la cui produzione è stata paragonata a quella di Ryan Tedder. La canzone è stata scritta nella tonalità di Fa maggiore e ha un'indicazione metronomica di 80 battiti per minuto. La voce della Perry in Wide Awake copre le note dal Do4 al Re5. La base musicale del pezzo è composta da una batteria rimbombante, sintetizzatori echeggianti e una linea di basso, verosimilmente anch'essa sintetizzata.
Il testo di Wide Awake parla dei sentimenti reali che si provano dopo l'interruzione di una storia d'amore e del fatto che sia necessario andare avanti; il brano è indirizzato all'ex marito della cantante, Russell Brand, visto che è stato scritto e inciso dopo il loro divorzio. Secondo Bill Lamb di About.com, il ritornello contiene "l'etereo sound di E.T. e l'inneggiante vivacità di Firework" e che la canzone in sé è una power ballad. Jody Rosen, autrice per la rivista Rolling Stone, ha descritto il ritornello di Wide Awake con l'aggettivo "mostruoso". Byron Flitsch di MTV ha scritto che la melodia downtempo "risalta il testo introspettivo della canzone". Robbie Daw di Idolator ha descritto il testo della canzone come "relazionabile con chiunque".

## Accoglienza
Wide Awake ha ricevuto recensioni positive dai critici musicali, molti dei quali hanno apprezzato la serietà della Perry nella canzone e l'hanno definita "una rinfrescante svolta" rispetto ai suoi singoli precedenti. Lucas Villa di The Bottom Line ha descritto la canzone come una "gemma matura", nonché come un "delizioso contrasto rispetto ai numerosi pezzi da festa presenti sull'album". Amy Sciarretto di PopCrush ha apprezzato molto il singolo, scrivendo che "Katy Perry è riuscita a rinforzare la canzone grazie all'emozione con la quale la canta" e valutandolo con quattro stelle e mezza su cinque. Un critico della rivista Rolling Stone ha descritto Wide Awake come "un'agrodolce canzone da rottura". Andrew Unterberger di Popdust ha valutato la canzone con tre stelle su cinque, scrivendo che "non è il pezzo più originale o brillante, ma ogni suo elemento ci sta a pennello". Bill Lamb di About.com ha dato alla canzone quattro stelle e mezzo, affermando che "Wide Awake è una delle canzoni pop dell'estate del 2012 meglio fatte".

## Successo commerciale

### Stati Uniti e Canada
Il 9 giugno 2012 Wide Awake ha fatto il suo ingresso nella classifica statunitense alla posizione numero 35, il secondo debutto più alto della settimana dopo Home di Phillip Phillips. Nella stessa settimana, il singolo è entrato al ventesimo posto della classifica digitale e al settantesimo di quella radiofonica. La settimana successiva, Wide Awake ha guadagnato sedici posizioni nella Hot 100 salendo alla numero 19, aiutata dalle vendite digitali di 109.000 copie, il 41% in più rispetto alla settimana precedente, che le hanno fatto guadagnare il dodicesimo posto sulla Digital Songs, e dall'aumento dell'audience radiofonica a 35 milioni, il 101% in più rispetto al 9 giugno, grazie alla quale ha raggiunto la trentacinquesima posizione della Radio Songs. Il singolo raggiunge la top ten nella sua terza settimana in classifica, salendo al nono posto. Sale inoltre nella classifica digitale (quarta posizione, 160.000 copie vendute) e in quella radiofonica (quattordicesimo posto, 49 milioni di ascoltatori). Il 30 giugno Wide Awake guadagna altre cinque posizioni sulla classifica statunitense, giungendo alla quarta; le vendite digitali (4-3, 198.000 copie vendute) e l'audience radiofonica (14-11, 57 milioni di ascoltatori) continuano a salire. La canzone si ferma al quarto posto anche la settimana successiva, pur guadagnando la medaglia d'argento nella classifica digitale con 221.000 copie vendute e salendo al decimo posto della Radio Songs con 65 milioni di ascoltatori radiofonici. Il 14 luglio 2012 Wide Awake passa la sua terza settimana consecutiva al quarto posto della Billboard Hot 100, rimanendo seconda sulla classifica digitale con 207.000 copie vendute e guadagnando tre posti in radio. Nonostante un aumento del 2% di vendite (210.000) e un'audience radiofonica di 87 milioni di ascoltatori che le ha garantito il quinto posto in radio, Wide Awake rimane quarta per una quarta e ultima settimana.
Il 28 luglio, in seguito a quattro settimane consecutive al quarto posto, Wide Awake guadagna la terza posizione della classifica statunitense, guadagnando la vetta della Digital Songs con 205.000 copie vendute e rimanendo stabile alla quinta della Radio Songs, pur con un aumento di audience dell'11% a 97 milioni di ascoltatori. Wide Awake diventa così l'ottavo singolo di Katy Perry a raggiungere il primo posto nella classifica digitale, record superato solo da Rihanna, con undici singoli in vetta alla classifica. La settimana successiva il singolo scende al terzo posto della Digital Songs vendendo altre 170.000 copie, un calo del 17% rispetto alla settimana precedente, e sale al quarto della Radio Songs con un'audience di 111 milioni di persone. Wide Awake rimane alla terza posizione per una seconda settimana. L'11 agosto 2012, pur con un calo di vendite digitali a 151.000 copie, il brano guadagna il secondo posto della Billboard Hot 100, aiutato da un aumento di audience (117 milioni di ascoltatori) che gli ha garantito la terza posizione della Radio Songs. La settimana successiva Wide Awake scende alla quarta posizione sulla classifica statunitense, perdendo due posti nella classifica digitale (3-5, 130.000 vendite) e guadagnandone uno in quella radiofonica (3-2, 116.6 milioni di ascoltatori). Anche la settimana successiva il singolo si piazza al quarto posto nella Hot 100, aumentando del 5% le vendite (5-6, 136.000) e rimanendo stabile al secondo posto in radio con un'audience di 117 milioni di persone. Il 1º settembre 2012 Wide Awake esce dalla top ten della classifica digitale, e si piazza alla quinta posizione della Billboard Hot 100 soprattutto grazie all'airplay. In totale il singolo ha trascorso tredici settimane nella top ten statunitense e ventisei settimane in classifica. Con 2.792.000 copie al 3 gennaio 2013, Wide Awake è risultata la quindicesima canzone più venduta del 2012 negli Stati Uniti.
In Canada Wide Awake è entrata in classifica il 14 aprile 2012 alla posizione numero 80 in seguito alla pubblicazione di Teenage Dream: The Complete Confection. In seguito all'esibizione di Katy Perry ai Billboard Music Award, il singolo è rientrato in classifica il 9 giugno 2012 al ventiquattresimo posto; tre settimane dopo ha raggiunto la top ten, piazzandosi all'ottava posizione. La settimana successiva Wide Awake è salita di sei posti per giungere al secondo, solo dietro a Payphone dei Maroon 5. Dopo altre tre settimane il singolo ha conquistato la vetta della Billboard Canadian Hot 100, che manterrà per tre settimane non consecutive in totale fra luglio e agosto. Wide Awake è stata la sedicesima canzone più venduta del 2012 in Canada.

### Europa e Oceania
Wide Awake ha avuto un discreto successo in Europa, entrando in top ten solo in Irlanda, Regno Unito e Ungheria, rispettivamente alle posizioni numero 6, 9 e 10. Nella classifica britannica, il singolo è entrato in classifica alla posizione numero 69 in seguito alla pubblicazione di Teenage Dream: The Complete Confection grazie alle vendite digitali ed è rimasto in top ten per quattro settimane consecutive dal 7 al 28 luglio 2012. Nella classifica di fine anno del 2012 del Regno Unito, il brano si è piazzato al sessantottesimo posto. Pur non essendo entrato nella top ten italiana, il singolo è stato certificato disco d'oro per aver venduto più di 15.000 copie nel Paese.
In Australia il singolo è entrato in classifica al ventiseiesimo posto il 10 giugno 2012 e ha raggiunto la top ten nella sua quinta settimana, arrivando al quarto posto nelle settimane dell'8, 15 e 22 luglio 2012. In totale, Wide Awake ha passato sei settimane consecutive nella top ten australiana. Il brano è stato certificato doppio disco di platino dall'Australian Recording Industry Association per aver venduto più di 140.000 copie. In Nuova Zelanda Wide Awake è entrata alla posizione numero 32 il 28 maggio e ha raggiunto la top ten due settimane dopo; il singolo è stato primo in classifica per due settimane non consecutive il 2 e il 16 luglio e ha trascorso dieci settimane consecutive fra le prime dieci posizioni. Il brano è stato certificato disco di platino dalla Recording Industry Association of New Zealand per aver venduto almeno 15.000 copie. Wide Awake è stato il trentacinquesimo singolo più venduto in Australia nel 2012 e il ventunesimo in Nuova Zelanda.

## Video musicale

### Produzione
A marzo 2012, durante un'intervista concessa a MTV, Katy Perry ha affermato: "So esattamente come sarà il video. So esattamente chi ne sarà il regista. Conosco già il direttore artistico, le persone che ci lavoreranno, la storia, e l'idea m'è venuta mentre scrivevo la canzone." Le registrazioni del video di Wide Awake sono iniziate il 30 aprile 2012 e si sono concluse il 2 maggio. Il video è stato diretto da Tony T. Datis ed è stato utilizzato per la promozione del film della Perry, Katy Perry: Part of Me, secondo il suo contratto con la Pepsi.
Il 12 giugno 2012 è stato pubblicato sul canale Vevo della cantante il trailer ufficiale del video, diretto da Lance Drake. In esso è mostrata una ragazzina che guarda un libro in cui sono contenute scene degli avvenimenti di Katy Perry nel periodo di Teenage Dream; ogni singolo rappresentava un capitolo del libro, e Wide Awake ne era quello finale. Nel libro c'è inoltre scritto che l'ultimo capitolo, ossia il video di Wide Awake, avrebbe contenuto una trama da favola, con "un enorme labirinto, una fragola avvelenata, un gatto curioso, un principe azzurro e una ragazzina". Una seconda anteprima del video è stata mostrata il 13 giugno 2012 durante la puntata finale del talent show Randy Jackson Presents: America's Best Dance Crew.

### Sinossi
Il video inizia con una scena dove è mostrata Katy che registra il video California Gurls; una volta finita riceve un applauso dallo staff e si dirige verso il camerino. Una volta dentro, si toglie la parrucca e si guarda nello specchio; delle radici iniziano a crescere, espandendosi in tutto il camerino, che si trasforma in una stanza oscura, invasa dalle vite. La telecamera inquadra una Katy Perry più oscura che indossa un abito viola e un mantello nero e con i capelli blu-violacei. Qui inizia a cantare, mentre esplora il labirinto in cui si trova intrappolata con in mano una lanterna. La telecamera inquadra poi il labirinto dall'alto, al fondo del quale si trova una collina la cui cima è circondata da nubi scure, come il resto del labirinto, ma squarciate da un raggio di Sole. A un certo punto, la cantante mangia una fragola che trova sospesa su un ramo. Mentre i muri si stanno chiudendo su di lei, la Perry li allontana con le mani da cui scaturisce luce, e dal suo petto esce un fuoco d'artificio che esplode nel cielo, chiaro riferimento alle sue canzoni Firework e Part of Me. Questa scena vuole indicare che, per quanto la sua vita sia piena di ostacoli, la cantante tiene dentro di sé una "scintilla" che le permette di andare avanti. Mentre i muri del labirinto si aprono, la Perry è inquadrata in primo piano con degli occhi da alieno, allusione ad E.T.. Dietro i muri compare una ragazzina che indossa un cardigan rosa, un vestito floreale con colletto e un nastro rosa nei capelli; inoltre, ella ha gli stessi identici occhi di Katy Perry. Quando la cantante si avvicina alla ragazzina e tocca le sue mani, le due vengono circondate da una luce.
A questo punto le due ragazze entrano in una stanza piena di specchi. Katy vede sullo specchio centrale dei paparazzi senza volto che la fotografano. All'improvviso il suolo crolla, e la ragazzina tenta invano di avvertire Katy. Fortunatamente, prima che il suolo crolli anche sotto di loro, la Perry rompe lo specchio. Ora le due entrano in una stanza di ospedale. Questo ricorda The One That Got Away. Katy, rimasta priva di sensi, si trova su una sedia a rotelle spinta dalla ragazzina. I muri scarni e bianchi e la mano di Katy che stritola convulsamente una fragola fanno intuire che si tratti in realtà di un manicomio. All'improvviso entrano in scena due minotauri. La ragazzina si avvicina a loro e con un urlo li fa saltare in aria. A questo punto Katy riprende coscienza e trascina la ragazzina fuori dall'ospedale. Le due entrano in un giardino incantato. La cantante è ora senza trucco scuro e indossa un abito giallo chiarissimo e con farfalle attaccate. Lì incontrano un "gatto curioso" e un "principe azzurro". Quest'ultimo chiede a Katy di sposarlo, ma la ragazza, capendo che lui l'avrebbe tradita, prima gli fa un sorrisetto, e poi gli dà un pesante pugno. A questo punto, mentre il "gatto curioso" tenta di spiarle, le due raggiungono il traguardo: un altro lato del giardino. Dopo il loro arrivo, la ragazzina regala a Katy una splendida farfalla come ricompensa, la saluta e torna a casa con la sua bicicletta, sulla quale c'è scritto "Katheryn", il vero nome della Perry. Ciò fa intuire che la ragazzina sia Katy da giovane. Il viale su cui la bambina si allontana con la bicicletta è lo stesso di "Last Friday Night". La farfalla vola via dalle mani di Katy, che torna nel mondo reale. A questo punto entra in palcoscenico in procinto di esibirsi in un live con Teenage Dream, seguita dalla farfalla.

### Pubblicazione e accoglienza
Sebbene la pubblicazione del video fosse prevista per il 19 giugno 2012, la EMI l'ha inaspettatamente caricato sul sito ceco mixer.cz il 18 giugno. Pertanto, fu annunciato che l'anteprima mondiale del video sarebbe avvenuta un giorno prima di quanto stabilito, il 18 giugno alle 19:53 ET, su MTV durante il programma MTV First: Katy Perry. Dopo la première è stata trasmessa un'intervista esclusiva di trenta minuti con la cantante. La mattina del 19 giugno, il video è andato in rotazione sui canali musicali mtvU, MTV Hits e AMTV. In un'intervista, Katy Perry ha affermato che il video rappresenta la sua vita, e che molte scene rievocano i tempi in cui la sua fama cresceva, le sue difficoltà personali e il suo matrimonio.
Il video è stato acclamato da gran parte dei critici, alcuni dei quali sostengono che sia il miglior video della Perry fino ad ora. I critici di E! Online hanno apprezzato il video, scrivendo su un loro aggiornamento Twitter che ricorda Alice nel paese delle meraviglie. Un critico per la rivista Rolling Stone ha dato al video una recensione positiva, apprezzandone l'introspettività. Chloe Melas di Hollywood Life ha commentato che il video è stimolante, e ha definito la Perry un simbolo di forza.
Il video ha ottenuto la certificazione Vevo. Il 23 aprile 2023 ha raggiunto il miliardo di visualizzazioni su YouTube.

### Video promozionale
Un video promozionale di Wide Awake contenente il testo è stato pubblicato il 20 maggio 2012 sul canale Vevo-YouTube della cantante. Il video fa uso del diario di Facebook, un tipo di grafica per profili e pagine lanciato alla fine del 2011, in cui sono mostrati i post principali della pagina di Katy Perry a partire dal 2010, anno in cui è stato pubblicato Teenage Dream. Si susseguono poi stati e link sui sette singoli in ordine da California Gurls a Part Of Me. Il video ha ricevuto recensioni positive. Molti critici hanno apprezzato il fatto che il video sia diverso dagli altri video-testo presenti su YouTube. Contessa Gayles di AOL Music ha scritto che il video "è praticamente un video musicale in sé". Jenna Rubenstein di MTV ha commentato che "è un modo intelligente ed emozionante per ricordare il suo successo passato e per offrire ai fan la chiusura di questo capitolo dell'esperienza di Katy Perry".

## Esibizioni dal vivo e cover

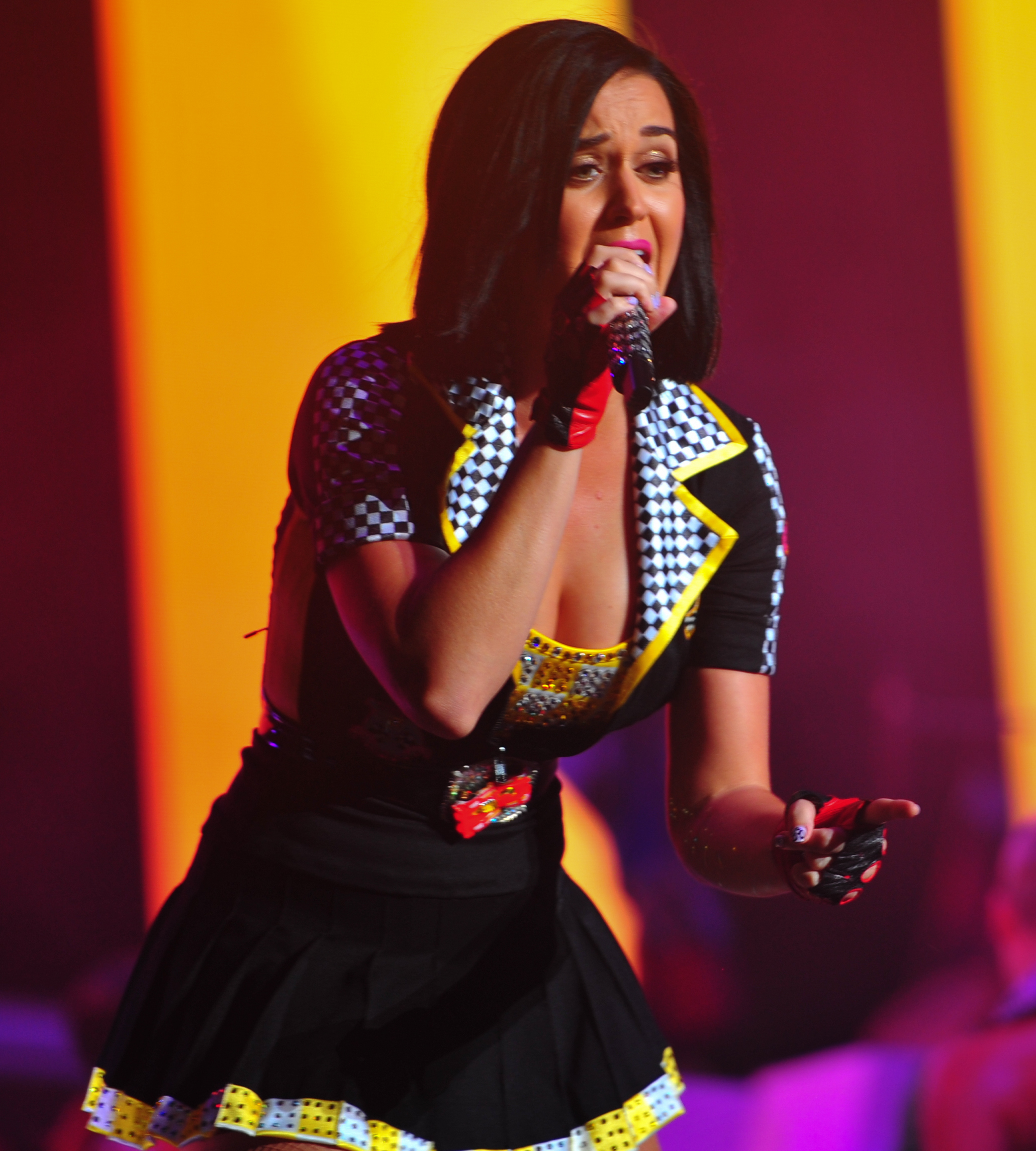
Katy Perry canta Wide Awake

Il 20 maggio 2012 Perry ha cantato il brano ai Billboard Music Award, seduta su un'altalena sospesa in aria. Dietro di lei la scenografia era composta da delle nuvole, dal sole e dalle stelle. Durante l'esibizione la Perry ha eseguito alcune acrobazie insieme ai suoi ballerini. Un'altra performance del brano è stata offerta al Capital FM's Summertime Ball, dove Perry ha cantato il pezzo insieme ad altri suoi successi. Anche ai MuchMusic Video Award la Perry si è esibita con Wide Awake. Ella ha cominciato a cantare il pezzo avvolta in un abito sfarzoso, mentre dietro di lei i ballerini eseguivano delle acrobazie su degli alberi; verso la fine della performance, dietro alla cantante si sono aperte delle grandi ali da farfalla. Il 26 giugno 2012 la Perry ha cantato Wide Awake al Jimmy Kimmel Live!. La sera dello stesso giorno è avvenuta la première del suo film Katy Perry: Part of Me, durante la quale si è esibita cantando i suoi più grandi successi, fra cui Wide Awake.
La cantante statunitense Kelly Clarkson ha cantato Wide Awake durante la tappa del 25 luglio 2012 a Concord, in California, come parte del suo 2012 Summer Tour. La Clarkson ha cantato una versione acustica della canzone, che è stata scelta in seguito alle richieste dei fan.

## Tracce
Download digitale
1. Wide Awake – 3:40
2. Wide Awake (Video) – 4:36

## Classifiche

### Classifiche internazionali
| Classifica (2012) | Posizione massima |
| ----------------- | ----------------- |
| Australia         | 4                 |
| Austria           | 28                |
| Belgio (Fiandre)  | 25                |
| Belgio (Vallonia) | 48                |
| Canada            | 1                 |
| Danimarca         | 24                |
| Francia           | 33                |
| Germania          | 39                |
| Irlanda           | 6                 |
| Italia            | 11                |
| Libano            | 4                 |
| Nuova Zelanda     | 1                 |
| Paesi Bassi       | 41                |
| Regno Unito       | 9                 |
| Repubblica Ceca   | 26                |
| Slovacchia        | 13                |
| Stati Uniti       | 2                 |
| Svizzera          | 21                |
| Ungheria          | 10                |

### Classifiche di fine anno
| Classifica (2012) | Posizione |
| ----------------- | --------- |
| Australia         | 35        |
| Canada            | 16        |
| Nuova Zelanda     | 21        |
| Regno Unito       | 68        |
| Stati Uniti       | 15        |
| Ungheria          | 77        |